# 데니스 자카리아
데니스 자카리아 라코 라도(Denis Lemi Zakaria Lako Lado, 1996년 11월 20일 ~ )는 리그 1 소속 팀인 모나코에서 활약하고 있는 스위스의 축구 선수이다. 2016년 5월 28일 벨기에와의 친선 경기에서 데뷔한 이후로 스위스 축구 국가대표팀에서도 활약하고 있다.